# Joan Rigol
Joan Rigol i Roig (Torrelles de Llobregat, 4 aprile 1943 – Barcellona, 7 maggio 2024) è stato un politico spagnolo.

## Biografia

### Origini e formazione
Joan Rigol nacque a Torrelles de Llobregat il 4 aprile 1943. Studiò filosofia e conseguì un master in amministrazione aziendale presso l'ESADE (Scuola superiore di amministrazione e di direzioni d'impresa). Nel 2008 divenne Dottore in teologia alla facoltà di Teologia della Catalogna e Dottore in filosofia presso la facoltà dell'Università Ramon Llull.

### Carriera politica
Nel 1976 s'iscrisse all'Unione Democratica di Catalogna, di cui fu presidente dal 1988 al 1990. Divenne deputato alle Corti Generali brevemente da marzo a settembre del 1980.
Successivamente venne nominato ministro del lavoro e dell'industria all'interno della Generalitat de Catalunya (incarico che ricoprì dal 1980 al 1984) dal presidente Jordi Pujol; nel 1984 diventò ministro della cultura, dove rimase fino al 1985.
Contemporaneamente fu anche deputato al Parlamento della Catalogna dal 1988 al 2003: fino al 1995 (quindi III e IV legislatura) presiedette la Commissione di giustizia, diritto e sicurezza cittadina, mentre all'inizio della sesta legislatura venne eletto presidente del Parlamento.
Il 20 giugno 2015 lasciò l'Unione Democratica di Catalogna dopo aver rotto la sua coalizione col partito Convergenza e poco dopo entrò nella nuova formazione denominata "Democratici di Catalogna". Tuttavia, nel 2016, pur rimanendone membro, si dimise da tutte le cariche interne al partito a causa di alcune divergenze.